# 1566

## Esdeveniments
Països Catalans
Resta del món
- 7 de gener, Roma: el Pius V és escollit papa.
- 10 d'agost - (Comtat de Flandes) - Steenvoorde: inici del moviment iconoclasta als Països Baixos.
- Es fundà a Roma l'Acadèmia de Santa Cecília, fou la primera Acadèmia dedicada a la música d'Europa.
- 2 de desembre reforma per Felip II dels ordes religiosos existents a Espanya segons la norma premonstratenca.

## Naixements
- 2 d'abril, Florència, Ducat de Toscana: Maria Maddalena de' Pazzi, noble toscana, religiosa carmelita i santa (m. 1607).[1]
- 26 de maig, Bozgadh, Imperi Otomà: Mehmet III, soldà otomà des de 1595 fins a la seva mort (m. 1603).[2]

- 19 de juny, Jaume VI d'Escòcia.

- Johannes Stollius, compositor barroc.

## Necrològiques
Països Catalans
Resta del món
- 4 d'abril - Roma (Estats Pontificis): Daniele da Volterra, pintor i escultor manierista italià (n. c. 1509).[3]

- 25 d'abril - 
  - Anet (França): Diana de Poitiers, dama de la noblesa francesa, amant d'Enric II de França (n. 1499).[4]
  - Parcieux-en-Dombes: Louise Labé, poeta francesa (n. 1524).[5]
- 10 de maig - Tubinga (Sacre Imperi): Leonhart Fuchs, metge i botànic alemany i dels fundadors de la moderna botànica (n. 1501).[6]
- 2 de juliol - (França): Nostradamus, astròleg i matemàtic (n. 1503).